# Триплан
Трипланът е самолет, в конструкцията на когото са разположени три крила.
В бойните самолети от Първата световна война крилата са разположени едно над друго. Най-известни и сполучливи самолети са немския Fokker Dr.I, английския Sopwith Triplane и италианския тежък бомбардировач Caproni Ca.42. С Fokker Dr.I е летял Манфред фон Рихтхофен, известен с прозвището „Червеният барон“ – име дадено му от червения цвят на фюзелажа на самолета му. И до днес като пилот- изтребител военните специалисти го смятат за ас на асовете пилоти.
През 90-те години отново се използва аеродинамичната схема на триплан, наричан надлъжен интегрален триплан (на руски продольный интегралный триплан). Характерното за тези триплани е, че крилото плавно се свързва с фюзелажа, образувайки единна носеща система, а кормилото за височина е крило тип „патица“, разположено до кабината на пилотите. В задната част на самолета е разположено крило, вместо стандартното опашно оперение, което е продължение на основното крило и в него са монтирани елерони и елевони за управление на самолета.
По тази аеродинамична схема са построени руските Су-47 „Беркут“, Су-33 (Су-27К) и произведените от McDonnell Douglas F-15S/MTD.

### Галерия
- Goupy No.1, Voisin, Франция, експериментален, септември 1908
- Avro – Roe IV Triplan, септември 1910
- Curtiss 18T Wasp, 1918
- Avro 547, 1920
- Sopwith Triplan, Sopwith Aviation Company, декември 1916
- Sopwith Triplane – силует
- Реплика на Fokker Dr.I в полет
- Военно летище от Първата световна война с триплан Fokker Dr1
- Италиански тежък бомбардировач Caproni Ca.42 227
- Експериментален Grumman X-29
- Кокпит на Х-29
- F-15 S/MTD, F-15 ACTIVE, септември 1988
- Voisin триплан

|  | Уикипедия разполага с Портал:Авиация |